# Anas al-Sharif
Anas Jamal Mahmoud al-Sharif (Jabalia, 3 december 1996 – Gaza-stad, 10 augustus 2025) was een Palestijnse journalist die voor Al Jazeera verslag deed van de oorlog in Gaza vanaf 2023. In augustus 2025 werd hij samen met zijn team gedood in een gerichte Israëlische aanval.

## Levensloop
Al-Sharif werd geboren in het vluchtelingenkamp in Jabalia in het noorden van Gaza. Hij studeerde communicatie aan de Al-Aqsa Universiteit in Gaza-stad.
In december 2023 kwam zijn 90-jarige vader om bij een Israëlisch bombardement op Jabalia.

### Werk als journalist
Daarna werkte hij, volgens onderzoek door CNN, voor een mediateam van Hamas, voordat hij correspondent voor Noord-Gaza werd voor de Qatarese televisiezender Al Jazeera. Op 7 oktober 2023 publiceerde Al-Sharif een bericht op Telegram een boodschap, waarin hij schreef "Al negen uur trekken de helden door het land, moordend en gevangennemend... Allah, Allah, hoe groot bent U." Anderhalve maand later wiste hij zijn berichten op Telegram, waaronder die over 7 oktober en over Hamas.
Hij kreeg bekendheid door zijn Arabisch- en Engelstalige verslaggeving van Gaza-Oorlog. Hij was onderdeel van een team van Reuters dat in 2024 de Pulitzerprijs won voor fotoverslaggeving van de oorlog in Gaza. In december 2024 won hij de Human Rights Defender Award van Amnesty International voor zijn werk.
Al-Sharif werd naar eigen zeggen vanaf november 2023 door het Israëlische leger bedreigd vanwege zijn werkzaamheden in Gaza.  Naar aanleiding van de vermeende bedreigingen en beschuldigingen van Hamas-lidmaatschap van Al-Sharif uitte Irene Khan, speciaal rapporteur voor vrijheid van meningsuiting van de Verenigde Naties, in juli 2025 ernstige zorgen om de veiligheid van lokale journalisten in Gaza.

### Dood
Op 10 augustus 2025 werden Al-Sharif en zijn team gedood door een Israëlische luchtaanval op journalisten bij het Al-Shifaziekenhuis in Gaza-stad. Naast Al-Sharif werden ook verslaggever Mohammed Qreiqeh en cameramannen Ibrahim Zaher, Mohammed Nofal en Moamen Aliwa gedood in de aanval.
Volgens het Israëlische leger (IDF) had al-Sharif nauwe banden met Hamas. Het leger publiceerde documenten waaruit dit zou blijken, waaronder een foto van Al-Sharif en Yahya Sinwar, de voormalige leider van Hamas. Journalisten van CNN stelden vast dat Al-Sharif voor het begin van de oorlog in Gaza onderdeel van een Hamas-mediateam was. Al-Sharif zelf ontkende verbonden te zijn aan Hamas en beweerde dat het Israëlische leger meermaals contact met hem had opgenomen en hem gewaarschuwd had te stoppen met zijn werk voor Al Jazeera. Volgens de Britse krant The Guardian was het vermeende bewijsmateriaal dat het IDF aandroeg "niet overtuigend" en "niet geverifieerd".
Het Committee to Protect Journalists (CPJ) veroordeelde de Israëlische aanval als onderdeel van een patroon van gerichte aanvallen op journalisten in Gaza. Volgens het CPJ zijn de beschuldigingen van terrorisme onderdeel van een lastercampagne tegen Palestijnse journalisten. De aanval werd ook veroordeeld door de Nederlandse Vereniging van Journalisten, secretaris-generaal van de Verenigde Naties António Guterres, Amnesty International en de Britse premier Keir Starmer.

## Foto's van Al-Sharif en Saleh Najm uit Gaza (oktober 2023)

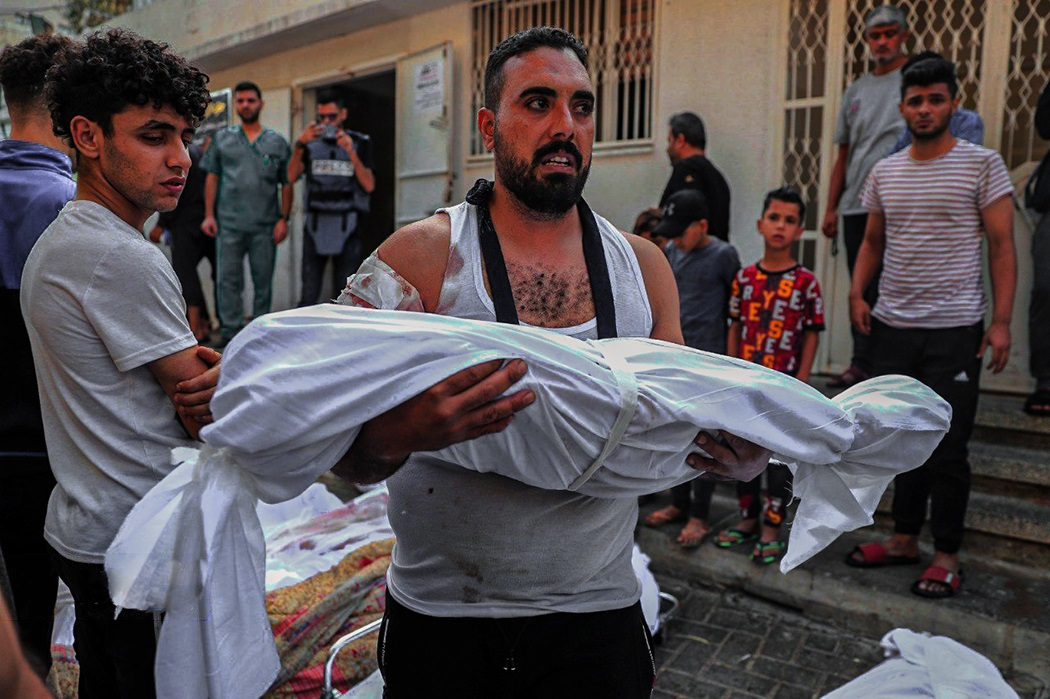
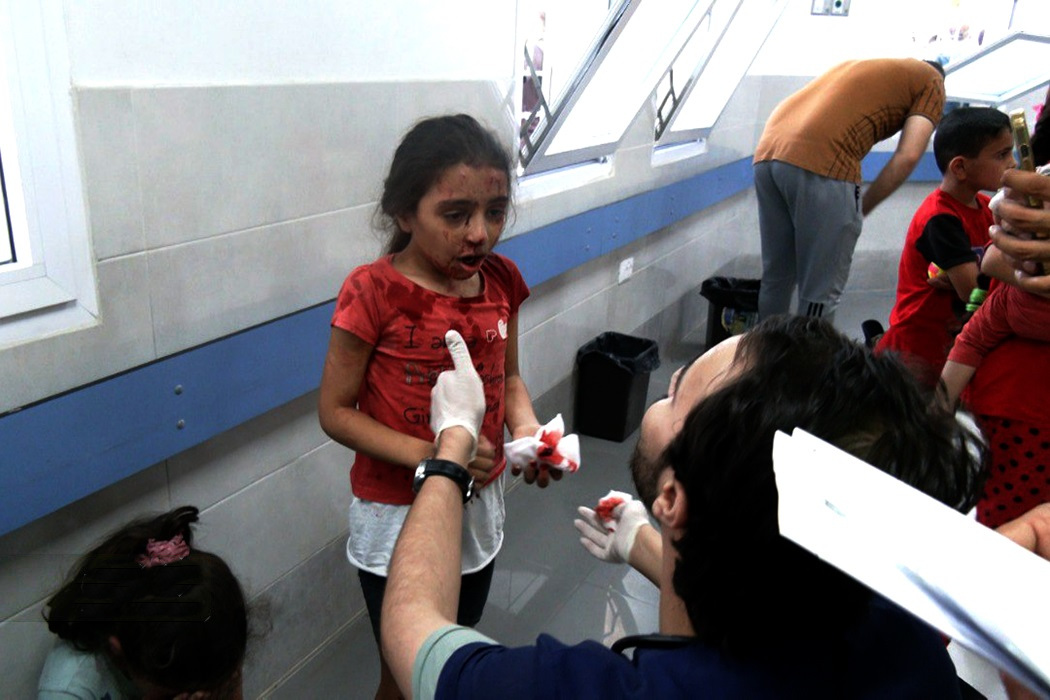
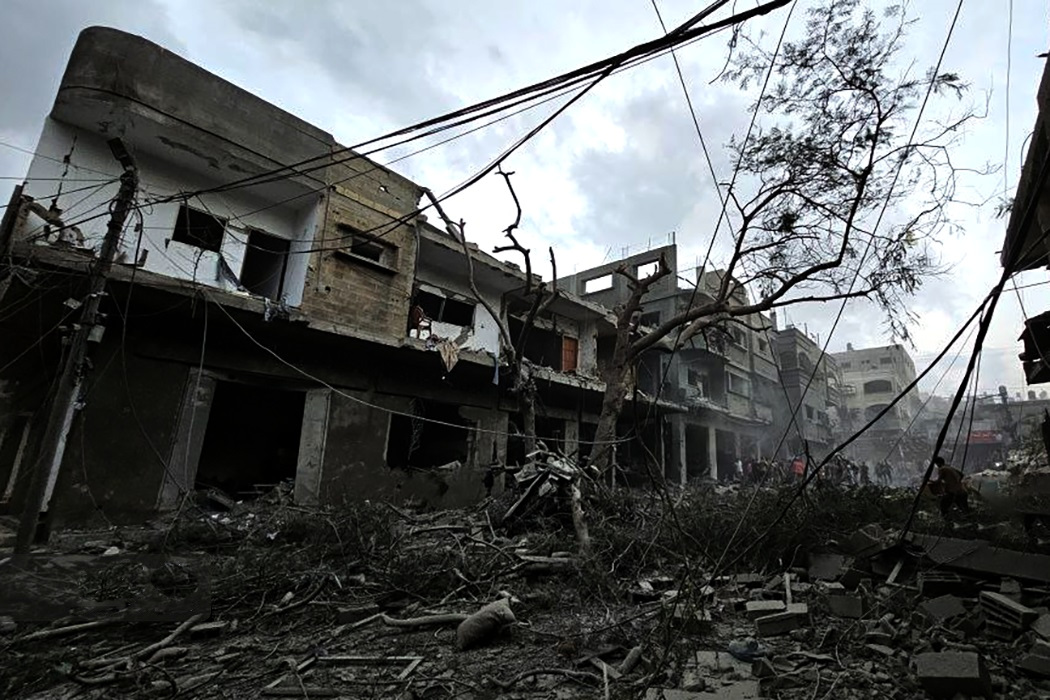
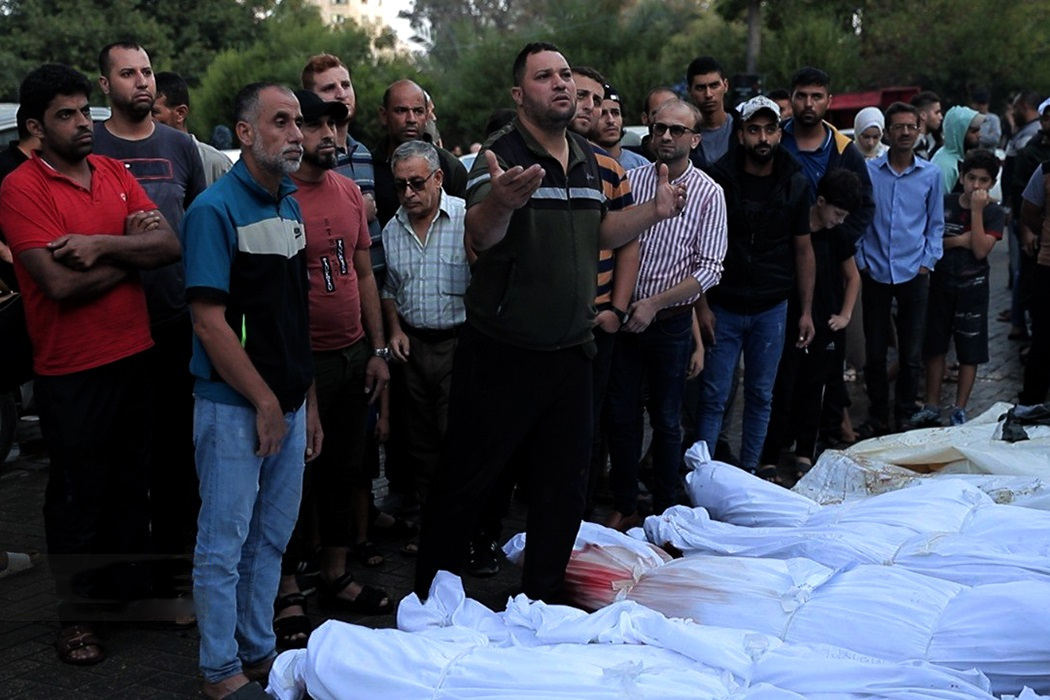